# جاذبية صدقي
جاذبية صدقي (1920 – 22 ديسمبر 2001م[بحاجة لمصدر]) روائية وصحفية مصرية، قدمت الرواية والقصة والدراسات المسرحية والترجمة وكتب الأطفال. كانت عضواً في نقابة الصحفيين المصريين واتحاد الكتاب وجمعية المؤلفين والملحنين وجمعية الأدباء والمجلس الأعلى للفنون والآداب.
حصلت على جائزة مجمع اللغة العربية عام 1954م.

## من مؤلفاتها
- «البلدى يؤكل»
- «مملكة الله»
- «الحب»
- «بوابة المتولى»
- «لمحات من المسرح العالمى»
- «القلب الذهبى»
- «ابن النيل»
- «بين الأدغال»
- «نظرة عينيه تلك»
- «أهل السيدة»
- «رحلة ميكانو»